# Fumio Mochizuki
Fumio Mochizuki (jap. 望月 文雄, Mochizuki Fumio; * um 1930) ist ein japanischer Badmintonspieler.

## Karriere
Fumio Mochizuki gewann bei den nationalen japanischen Titelkämpfen 1953 den Titel im Herreneinzel. Für sein Land startete er 1955 als Nationalspieler im Thomas Cup.

## Sportliche Erfolge
| Saison | Veranstaltung                | Disziplin    | Platz | Name            |
| ------ | ---------------------------- | ------------ | ----- | --------------- |
| 1953   | Japan: Einzelmeisterschaften | Herreneinzel | 1     | Fumio Mochizuki |

## Referenzen
- Japanische Badmintonmeisterschaften 1947-2004 (Memento vom 28. August 2007 im Internet Archive)
- Annual Handbook of the International Badminton Federation, London, 29. Auflage 1971, S. 222–223

| Personendaten    | Personendaten                |
| ---------------- | ---------------------------- |
| NAME             | Mochizuki, Fumio             |
| ALTERNATIVNAMEN  | 望月 文雄                    |
| KURZBESCHREIBUNG | japanischer Badmintonspieler |
| GEBURTSDATUM     | um 1930                      |